# 嶋田昌彦
嶋田 昌彦（しまだ まさひこ、1954年7月7日 - ）は、日本の歯学者・歯科医師。東京医科歯科大学歯学部附属病院長、東京医科歯科大学大学院医歯学総合研究科口腔機能再構築学系口腔機能再建学講座疼痛制御学分野教授。日本歯科麻酔学会理事長。元岡山大学大学院医歯学総合研究科機能再生・再建科学専攻口腔顎顔面機能再生制御学講座教授。

## 経歴
1980年東京医科歯科大学卒業、1984年同大学院修了。1993年より岡山大学大学院教授、2006年より東京医科歯科大学大学院教授に就任。
1984年 東京医科歯科大学より 歯学博士の学位を得る。学位論文の題は「笑気および電気刺激の内因性モルヒネ様物質に及ぼす影響」。

## 著書
- 嶋田昌彦 著「第5章 精神鎮静法 精神鎮静法の実際」、古屋英毅、上田裕、松浦英夫、金子譲、雨宮義弘、海野雅浩 編『歯科麻酔学』（第5版）医歯薬出版、1997年10月。ISBN 978-4-263-45385-8。
- 嶋田昌彦 著「第4章 精神鎮静法 I 精神鎮静法の概念、第5章 全身麻酔 III 術前の全身状態評価と管理」、古屋英毅、金子譲、海野雅浩、池本清海、福島和昭、城茂治 編『歯科麻酔学』（第6版）医歯薬出版、2003年4月10日。ISBN 978-4-263-45564-7。
- 藤井彰、秋元芳明、池田英治、伊藤公一、嶋田昌彦、須田英明、千田彰、前田隆秀 著、藤井彰 編『歯科領域における偶発症の予防とその対策』クインテッセンス出版、2005年12月10日。ISBN 978-4-8741-7883-6。
- 深山治久、大井久美子、佐久間泰司、嶋田昌彦、長坂浩、三浦雅明、吉田和市 編『歯科麻酔の正しい理解』監修 海野雅浩、口腔保健協会、2008年7月31日。ISBN 978-4-89605-245-9。
- 嶋田, 昌彦、椙山, 加綱、深山, 浩久 ほか 編『わかる！できる！歯科麻酔実践ガイド』医歯薬出版、2010年4月1日。ISBN 978-4-263-45638-5。
- 福島, 和昭、原田, 純、嶋田, 昌彦 ほか 編『歯科麻酔学』監修 金子譲（第7版）、医歯薬出版、2011年3月25日。ISBN 978-4-263-45642-2。

## 所属学会
- 日本歯科麻酔学会 理事長[3]
- 日本麻酔学会[6]
- 日本障害者歯科学会[6]
- 岡山歯学会[6]
- 口腔病学会[6]
- 日本歯科医療福祉学会[6]
- 日本有病者歯科医療学会 評議員[7]

| 学職          | 学職                    | 学職   |
| ------------- | ----------------------- | ------ |
| 先代 住友雅人 | 日本歯科麻酔学会 理事長 | 次代 - |